# 拜年
拜年是新春其中一個最主要的活動，通常由輩分低的向長輩拜年，又或到親戚朋友家中拜年。

## 歷史
宋人孟元老在《东京梦华录》卷六中描写北宋都城汴京时云：“正月一日年節，開封府放[關撲]三日。士庶自早互相慶賀，坊巷以食物動使果實柴炭之類，歌叫關撲。”
宋人周辉在《清波杂志》中说：“宋元佑年間，新年賀節，往往使傭僕持名刺代往。”
明中叶陸容在《菽园杂记》卷五中说“京師元旦日，上自朝官，下至庶人，往來交錯道路者連日，謂之『拜年』。然士庶人各拜其親友多出實心。朝官往來，則多泛愛不專”。
清人顾铁卿在《清嘉录》中描写，“男女以次拜家長畢，主者率卑幼，出謁鄰族戚友，或止遣子弟代賀，謂之『拜年』。至有終歲不相接者，此時亦互相往拜於門。”

## 內容
整個新春（正月初一至十四）內也可以拜年。華人傳統上避开年初三。這是因為習俗中年初三為“赤口”，不宜拜年。華人、越南人、朝鮮人拜年時需要帶備禮物，現代華人的禮物通常是盒裝糖果、餅乾等食品。
拜年雙方見面一定要先說祝賀的話，广東人、香港人習慣先講“恭喜發財”，然後再說其他祝福語。之後長輩會向後輩派紅包（利是），主人家亦會預備全盒以招呼客人。拜年最常見的活動則是一些傳統桌上遊戲，例如打麻將、魚蝦蟹、狀元籌、陞官圖等，有些具有賭博成份的活動，以希望發新年財，但都是以聯絡感情及娛樂為主，一般不會過於計較勝負。現代也有玩撲克牌等西方傳入或其他新興桌上遊戲。等在晚飯時間則會一同享用賀年菜式。

## 形式
從前社會比較傳統，很多人需要到多處地方拜年，包括親戚、上司、生意夥伴等，帶備的手信亦甚為講究。近年拜年已逐漸簡化，有些人改為團拜，部份人甚至會在農曆新年期間到外地旅遊以“避年”，即避開拜年及派利市等活動。更有甚者直接用手机和网络寻呼机拜年。

## 相關文學
元代欧阳玄的词《渔家傲》中说到：“绣毂雕鞍来往闹，闲驰骤，拜年直过烧灯后。” 
明朝刘侗、于奕正的《帝京景物略·春场》：“正月元旦……夙兴盥嗽，啖黍糕，曰年年糕。家长少毕拜，婣友投笺互拜，曰拜年也。” 
清朝阮大铖的《燕子笺·购幸》：“有心来拜年，端午也不迟。” 
当代著名作家丁玲在《过年》中写到：“在堂屋里，把红毡打开，铺在蒲团上，大家互相磕头作揖拜年。”